# U-211号潜艇
U-211号（德語：U 211）是纳粹德国战争海军建造的568艘VII-C型潜艇（或称U艇）之一。它由基尔的日耳曼尼亚船厂承建，于1942年1月15日下水，至3月7日交付使用。第二次世界大战期间，该艇曾执行过五次巡逻作战，共击沉1艘、击伤3艘同盟国或中立国舰船，累积总吨位为33,233吨。1943年11月19日，U-211号在亚速尔群岛以东的大西洋遭英国一架威靈頓轟炸機以深水炸弹击沉，艇内54名官兵全数阵亡。

## 设计
VII-C型是VII级潜艇的第三次、也是最有价值的改进型。它搭载了被称为“S装置”的新式主动声呐系统，为了容纳这种新设备，VII-C型的艇体尺寸有所增加，并重新设计了压载水舱，在其两侧各增加了一个可提供储备浮力的小型浮舱，有利于潜艇完成快速下潜。U-211号的全长为67.10米，舷宽6.20米、并有4.74米的吃水深度，水上和水下排水量分别为769吨和871吨。该艇采用双轴设计，具有两副直径为1.23米的三叶螺旋桨。在机械系统方面，VII-C型艇也得到了升级：通过艇上配备的燃油过滤系统，柴油机润滑系统的使用受命得以延长，也为不同润滑剂在艇上机械设备上混合使用留足了余地。原先前型艇用于发射鱼雷和主压载舱吹除操作的电动空气压缩机则改为容克斯的柴动压缩机，从而减小了对艇上电气系统的依赖；此外，该型艇还装配了更为现代化的电力转换系统。动力由两台日耳曼尼亚生产的F46型六缸四冲程1,400匹公制馬力（1,000千瓦特）机械增压柴油机用于水面运行，以及两台AEG提供的GU 460/8-276型375匹公制馬力（280千瓦特）双作用电动发电机用于水下航行；水面最高航速17.7節（32.8每小時），水下7.6節（14.1每小時）；能够在水面以10節（19每小時）航速续航8,500海里（15,700），或以4節（7.4每小時）连续在水下航行80海里（150）而无需充电。
武器装备方面，U-211号装备有五具内置式鱼雷发射管——艇艏四具、艇艉一具。其艇艉的鱼雷发射管设计在耐压壳体内部、两片舵之间，鱼雷可以由此向外发射。在轮机舱甲板下方还配备了用于艇艉的鱼雷装填系统，耐压壳体与甲板室之间一前一后还设计有外置鱼雷贮存装置，因此U-211号可携带14枚G7型鱼雷。但不同于其它批次的C型艇，该艇不设水雷贮存及布设装置。此外，它还搭载有一门配备220发弹药的88毫米35式速射炮以及一门配备1,195发弹药20毫米30式高射炮作为甲板炮。其标准船员编制为4名军官及40－56名水兵。

## 历史
1939年10月16日，海军造舰局将U-211号的建造合同发包予基尔的日耳曼尼亚船厂，并自1941年3月29日开始铺设龙骨，建造序列为640。经过逾九个月的建造，它于1942年1月15日下水，至3月7日在前U-351号艇长、海军中尉卡尔·豪泽的指挥下交付使用。完成海试后，该艇加入驻基尔的第5潜艇区舰队，先是在波罗的海进行战备训练，进而于1942年9月作为前线艇换编至驻德占法国布雷斯特的第9潜艇区舰队，直至1943年11月19日沉没。与当时大多数德国U艇一样，它在瞭望塔上漆有艇徽：一个在帆上标有巨大卢恩字母“S”的维京船的图案。
第二次世界大战期间，U-211号曾执行过五次巡逻和八次狼群作战，共击沉1艘、击伤3艘同盟国或中立国舰船，累积总吨位为33,233吨。

### 作战巡逻
完成战备训练后，豪泽率领U-211号于1942年8月8日离开基尔，前往阿伦达尔进行试验，随后前往腓特烈港。它们于22日进一步经克里斯蒂安桑前往卑尔根进行补给和武装，并于8月24日抵达。两天后，该艇正式从卑尔根启航执行首次作战巡逻，前往纽芬兰大浅滩以东的北大西洋游弋。从9月3日至26日，U-211号曾加入“前锋”狼群，并于9月12日01:05在克利尔岛西南海域袭击了盟军ON-127号护航队。其射出的两枚鱼雷击中英国捕鲸母船赫克托利亚号、一枚击中英国货轮帝国月光号（Empire Moonbeam），两艘船随后均被友艇U-608号击沉。9月17日，友艇U-461号为U-211号提供了八天的给养，三天后又再次补给30立方米燃料。豪泽于9月22日01:16向无护航的美国万吨级油轮埃索威廉斯堡号（Esso Williamsburg）发射两枚鱼雷，当时该船正以15節（28每小時）的速度航行至格陵兰岛法韦尔角以南约500海里（930）处。德国人听到了两声撞击，但油轮仍继续航行，并因能见度很低而失去接触，故此他们判断可能射失。23日00:26，另一枚鱼雷从约2,000碼（1,800）外发射，击中船舯部，引发剧烈爆炸后起火。十分钟后，豪泽再发射一枚艇艉鱼雷，但未命中。至01:05，最后射出的一枚鱼雷击中右舷船舯部，整艘船燃起熊熊大火，并彻底断成两截。当U-211号离开现场时，油轮的两截仍在下沉，其残骸后续由U-254号击沉。经过为期四十三天、水面约6,200海里（11,500）和水下314海里（582）的航行，U-211号于10月7日抵达布雷斯特。
1942年11月11日，U-211号在豪泽的指挥下从布雷斯特出发，前往爱尔兰岛以西的北大西洋执行第二次巡逻，至12月29日返回。在这次为期四十四天、水面约5,240海里（9,700）和水下635海里（1,176）的行动期间，它曾分别加入“装甲车”（11月27日—12月11日）和“好斗者”（12月11—21日）狼群，并取得一记战功：12月17日01:15，当英国驱逐舰火龙号在北大西洋为ON-153号护航队伴行时，被豪泽发射的两枚鱼雷之一击中，并断成两截。其前半截立即沉没，但后半截漂浮了数小时，最终在恶劣天气下沉没。火龙号舰长、5名军官和163名水兵阵亡。
在此后的三次巡逻中，U-211号未再取得任何战功，反倒成为敌军袭击的受害者。1943年2月20日13:45，即第三次巡逻期间，一架隶属美国空军第1反潜中队的B-24“解放者”轰炸机在兰兹角以西的北大西洋向U-211号投掷了六枚深水炸弹，造成严重破坏，迫使豪泽中断巡逻提前返航。第四次巡逻期间，则轮到隶属英国皇家空军第10作战训练队的一架惠特利轰炸机于5月15日在菲尼斯特雷角以北的比斯开湾向出航的U-211号投下三枚深水炸弹，但仅造成轻微损伤。1943年10月11日，豪泽率领U-211号从布雷斯特启程执行第五次巡逻，从此再未归航。在加入“鲈鱼”狼群作战期间，一艘隶属英国皇家空军第179中队、配备利式探照灯的威靈頓轟炸機于11月19日凌晨先是用雷达在亚速尔群岛以东的大西洋中部锁定U-211号，然后籍着月光发现了它。加拿大籍飞行员唐纳德·F·麦克雷以近乎完美的四枚深水炸弹将该艇击沉在40°15′N 19°18′W / 40.250°N 19.300°W处，艇内54名官兵全数阵亡。

## 袭击历史摘要
| 日期           | 船名           | 船籍         | 吨位   | 结局 |
| -------------- | -------------- | ------------ | ------ | ---- |
| 1942年9月12日  | 帝国月光号     | 英国         | 6,849  | 击伤 |
| 1942年9月12日  | 赫克托利亚号   | 英国         | 13,797 | 击伤 |
| 1942年9月23日  | 埃索威廉斯堡号 | 美国         | 11,237 | 击伤 |
| 1942年12月17日 | 火龙号         | 英國皇家海軍 | 1,350  | 击沉 |

## 脚注
1. ↑  威廉生，第11頁.
2. ↑  加洛普，第74頁.
3. 1 2  Gröner 1991，第43–46頁.
4. ↑  加洛普，第72頁.
5. 1 2 3  . U-Boot-Archiv.   [2025-08-06].
6. 1 2  Helgason, Guðmundur. . German U-boats of WWII - uboat.net.   [2025-08-06].
7. ↑  Helgason, Guðmundur. . German U-boats of WWII - uboat.net.   [2025-08-06].
8. 1 2  Helgason, Guðmundur. . German U-boats of WWII - uboat.net.   [2025-08-06].
9. ↑  Helgason, Guðmundur. . German U-boats of WWII - uboat.net.   [2025-08-06].
10. ↑  Helgason, Guðmundur. . German U-boats of WWII - uboat.net.   [2025-08-06].
11. ↑  Helgason, Guðmundur. . German U-boats of WWII - uboat.net.   [2025-08-06].
12. ↑  Helgason, Guðmundur. . German U-boats of WWII - uboat.net.   [2025-08-06].
13. ↑  Helgason, Guðmundur. . German U-boats of WWII - uboat.net.   [2025-08-06].
14. ↑  Helgason, Guðmundur. . German U-boats of WWII - uboat.net.   [2025-08-06].
15. ↑  Blair，第531頁.